# Versions of Me
| Recensione           | Giudizio |
| -------------------- | -------- |
| NME                  |          |
| Rolling Stone        |          |
| The Line of Best Fit | 7/10     |

Versions of Me è il quinto album in studio della cantante brasiliana Anitta, pubblicato il 12 aprile 2022 dalla Warner.

## Antefatti
Dopo la pubblicazione del visual album Kisses nel 2019, Anitta ha firmato un contratto globale con la Warner Records e ha iniziato i lavori per il suo quinto album in studio, originariamente intitolato Girl from Rio e avente come produttore esecutivo Ryan Tedder, leader degli OneRepublic. Nel 2020, in un'intervista per il magazine Veja, la cantante ha affermato che aveva già registrato almeno 30 canzoni per il disco e che stava elaborando la tracklist assieme al suo manager Brandon Silverstein.
Il 31 marzo 2022 Anitta ha divulgato il titolo ufficiale dell'album, la copertina e la data d'uscita attraverso i social media. Più avanti ha spiegato che la scelta del nuovo nome «dava più senso» al disco, mentre le varie facce di lei stessa nella copertina significavano che la sua personalità era rimasta la stessa «nonostante i diversi interventi di chirurgia plastica».

## Promozione
Si tratta del primo album della cantante ad essere predisposto per il mercato internazionale e in particolare per quello statunitense. Il primo singolo estratto dall'LP è stato Me gusta, una collaborazione con Cardi B e Myke Towers uscita il 18 settembre 2020, che ha fornito alla cantante la sua prima entrata nella Billboard Hot 100.
Girl from Rio è stato pubblicato il 29 aprile 2021 come secondo singolo, nonché originaria title track dell'album. Faking Love, reso disponibile il 14 ottobre 2021 come terzo estratto, conta la partecipazione di Saweetie. L'11 novembre seguente è invece uscito Envolver, che ha ricevuto notorietà a partire dal marzo 2022 grazie ad un trend di TikTok, collocandosi in cima alla classifica giornaliera generale di Spotify e facendo di Anitta la prima artista brasiliana ad ottenere questo risultato. Il 27 gennaio 2022 è uscito il quinto singolo Boys Don't Cry.

## Tracce
1. Envolver – 3:13 (Larissa de Macedo Machado, Cristian Andres Salazar, Freddy Montalvo, Jose Carlos Cruz, Julio Manuel Gonzalez)
2. Gata (feat. Chencho Corleone) – 3:26 (Larissa de Macedo Machado, Abby-Lynn Keen, Everton Bonner, Lloyd "Gitsy" Willis, Edwin Vasquez Vega, Orlando Valle, Lowell "Sly" Dunbar, John Taylor)
3. I'd Rather Have Sex – 2:53 (Benjamin Free, Tia Scola, Sherwyn Nichols, Julian Bunetta, Marco Borrero)
4. Gimme Your Number (con Ty Dolla Sign) – 2:37 (Abby-Lynn Keen, Daecolm Holland, Alexander Izquierdo, Patrizio Pigliapoco, Ritchie Valens, Tyrone Griffin Jr.)
5. Maria elegante (feat. Afro B) – 3:06 (Larissa de Macedo Machado, Abby-Lynn Keen, Joseph Charles, DaShawn "Happie" White, Donny Flores, Juan Esteban Castañeda, Osmar Escobar, Ross-Emmanuel Bayeto, Santiago Lopez)
6. Love You – 3:02 (Larissa de Macedo Machado, Rachel Agatha Keen, John Hill, Mike Sabath)
7. Boys Don't Cry – 2:15 (Larissa de Macedo Machado, Matthew Burns, Badrilla Bourelly, Rami Yacoub, Sean Douglas)
8. Versions of Me – 3:04 (Larissa de Macedo Machado, Badrilla Bourelly, Madison Love, Rami Yacoub, Matthew Burns)
9. Turn It Up – 2:39 (Larissa de Macedo Machado, Alyssa Cantu, Ryan Tedder, Andreas Torres, Mauricio Rengifo)
10. Ur Baby (feat. Khalid) – 2:43 (Larissa de Macedo Machado, Lonnie Liston Smith, Eyelar Mirzazadeh, Gregory Hein, James Murray, Mustafa Omer, Khalid Robinson)
11. Girl from Rio – 3:13 (Vinícius de Moraes, Norman Gimbel, Antônio Carlos Jobim, Larissa de Macedo Machado, Mikkel Eriksen, Tor Hermansen, Rachel Agatha Keen, Carolina Colón Juarbe)
12. Faking Love (feat. Saweetie) – 2:26 (Larissa de Macedo Machado, Andrés Torres, Mauricio Rengifo, Abby-Lynn Keen, Kaine, Ryan Tedder, Diamonté Quiava Valentin Harper)
13. Que rabão (con YG e Kevin o Chris feat. Mr. Catra e Papatinho) – 2:56 (Larissa de Macedo Machado, Mc Copinho, Kevin o Chris, Wagner Domingues Costa, Papatinho, Keenon Dequan Ray Jackson)
14. Me gusta (feat. Cardi B & Myke Towers) – 3:00 (Larissa de Macedo Machado, Rafa Dias, Benito Garcia, Wallace Chibata, Mauricio Rengifo, Carolina Colon Juarbe, Belacalis Almanzar, Michael Monge, Ryan Tedder)
15. Love Me, Love Me – 3:11 (Larissa de Macedo Machado, Carolina Juarbe, Ryan Vojtesak)

Tracce bonus nell'edizione deluxe
1. Lobby (con Missy Elliott) – 2:37
2. El que espera (con Maluma) – 2:50
3. Yo no se (feat. L7nnon & Maffio) – 3:01
4. Practice (feat. feat. ASAP Ferg & Harv) – 3:23
5. Dançarina Remix (con Pedro Sampaio, Dadju, Nicky Jam e MC Pedrinho) – 3:32

Note
- Gata contiene un campionamento tratto da Guatauba dei Plan B.[19]
- Gimme Your Number contiene un'interpolazione tratta da La Bamba di Ritchie Valens.[20]
- Girl from Rio contiene un'interpolazione tratta da Garota de Ipanema di Antônio Carlos Jobim e Vinícius de Moraes.[21]

## Classifiche
| Classifica (2022) | Posizione massima |
| ----------------- | ----------------- |
| Francia           | 55                |
| Spagna            | 51                |